# گورستان شاهزاده محمد
قبرستان شاهزاده محمد مربوط به دوره قاجار است و در شهرستان کازرون، بخش جره بالا ده، روستای قلعه فرنگی واقع شده و این اثر در تاریخ ۲۳ بهمن ۱۳۸۵ با شمارهٔ ثبت ۱۷۲۴۰ به‌عنوان یکی از آثار ملی ایران به ثبت رسیده است.